# 2e Luftwaffen-Feldkorps
Het Duitse 2e Luftwaffen-Feldkorps (Duits: Generalkommando II. Luftwaffen-Feldkorps) was een Duits legerkorps van de Wehrmacht tijdens de Tweede Wereldoorlog. Het korps kwam alleen in actie aan het Oostfront (Tweede Wereldoorlog).

## Krijgsgeschiedenis

### Voorgeschiedenis
Na de zware verliezen van het Duitse leger in de winter van 1941/42 en het daaropvolgende zomeroffensief aan het oostfront konden de legereenheden niet meer volledig worden opgevuld. De grondorganisaties van de Luftwaffe hadden daarentegen nog steeds voldoende opgeleid personeel. Met "Führer Order" van 12 september 1942 beval Adolf Hitler dat de Luftwaffe 200.000 man moest overdragen aan het leger. De opperbevelhebber van de Luftwaffe, Hermann Göring, was hier tegen en was in staat Adolf Hitler te overtuigen om de soldaten te verzamelen in "Luftwaffen-Felddivisies". Deze divisies zouden onder de Luftwaffe moeten blijven. Voor de bevelvoering van de nieuwe divisies werden "Luftwaffen-Feldkorps" opgericht. Vanwege de kritische situatie aan het oostfront moesten de nieuw gevormde eenheden zonder voldoende training aan het front worden ingezet. De slecht opgeleide eenheden leden ook onder leiderschapsfouten van de onvoldoende opgeleide officieren. Na zware verliezen werden de divisies op 1 november 1943 in het leger genomen en ook de Luftwaffen-Feldkorpsen werden allemaal omgevormd.

### Oprichting
Het 2e Luftwaffen-Feldkorps werd opgericht op 1 oktober 1942 bij Heeresgruppe Mitte in Hurki bij Nevel uit het Luftwaffenverband Schlemm. 

### Inzet

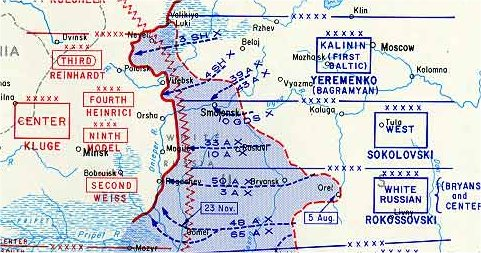
Detail van het Smolensk offensief, met aanval rond Nevel meest noordelijk

In november kwam het korps in actie in het gebied net ten zuiden van Nevel, in defensieve acties tegen de Sovjet-aanvallen in dit gebied. Daarna stabiliseerde dit frontgebied. In februari en maart 1943 nam het korps deel aan “Operatie Kugelblitz”, een actie tegen Sovjet partizanen noordoostelijk van Vitebsk. Op 6 oktober 1943 vielen vier Fusillierdivisies en 2 Tankbrigades van het 3e Sovjet Stoottroepenleger de linkerflankdivisie van het korps (de 2e Luftwaffen-Felddivisie) aan braken meteen door. Snel buitten de Sovjets hun succes uit en namen Nevel dezelfde dag nog in. Het korps viel terug op posities westelijk van Gorodok. In november werd het korps uit het front genomen en naar Italië verplaatst.

Het korps beschikte op de onderstaande data over de volgende divisies:

5 november 1942: 4e Luftwaffen-Felddivisies

1 december 1942: 4e Luftwaffen-Felddivisies

1 januari 1943: 4e en 6e Luftwaffen-Felddivisies

3 februari 1943 – 7 juli 1943: 2e, 3e, 4e en 6e Luftwaffen-Felddivisies

5 augustus 1943: 2e, 3e, 4e en 6e Luftwaffen-Felddivisies: 87e Infanteriedivisie

5 september 1943: 2e, 3e, 4e en 6e Luftwaffen-Felddivisies

4 oktober 1943: 2e, 3e, 4e en 6e Luftwaffen-Felddivisies

8 november 1943: 3e en 4e Luftwaffen-Felddivisies

Het 2e Luftwaffen-Feldkorps werd in Italië bij Rome op 1 januari 1944 omgedoopt tot 1e Fallschirm-Korps.

## Bovenliggende bevelslagen
| Leger                               | Legergroep         | Plaats/regio | Begin            | Eind               |
| ----------------------------------- | ------------------ | ------------ | ---------------- | ------------------ |
| Gruppe Chevallerie (59e Legerkorps) | Heeresgruppe Mitte | Nevel        | 1 oktober 1942   | 6 november 1942    |
| 11. Armee                           | Heeresgruppe Mitte | Nevel        | 6 november 1942  | 21 november 1942   |
| 3. Panzerarmee                      | Heeresgruppe Mitte | Nevel        | 21 november 1942 | eind november 1943 |

## Commandanten

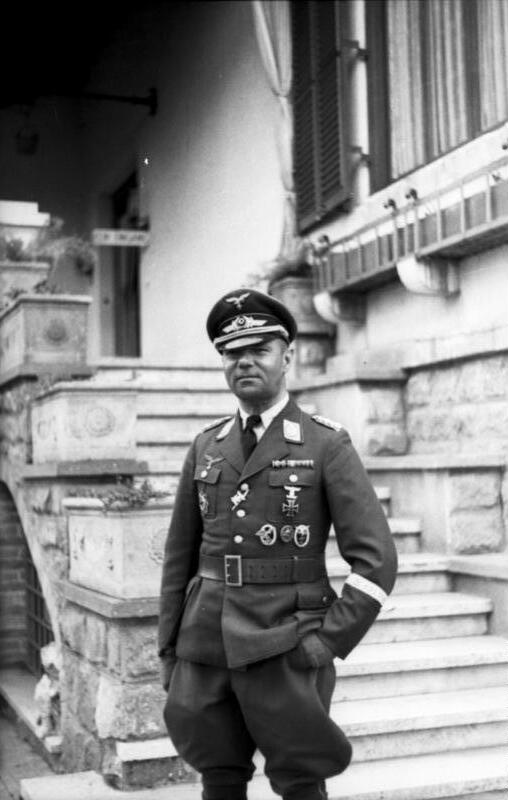
General Alfred Schlemm

| Rang                                                        | Naam           | Begin          | Eind            |
| ----------------------------------------------------------- | -------------- | -------------- | --------------- |
| Generalleutnant General der Flieger (vanaf 30 januari 1943) | Alfred Schlemm | 1 oktober 1942 | 3 december 1943 |